# Пятнистая панцирная щука
Пятнистая панцирная щука, или пятнистый панцирник (лат. Lepisosteus oculatus) — вид примитивных пресноводных хищных рыб семейства панцирниковых, обитающий в Северной Америке. Обитает также в солоноватой воде.

## Описание
Длина тела составляет от 60 см до 1,12 м, максимальная длина — 1,5 м. Максимальный вес составляет 4,4 кг. Максимальная продолжительность жизни составляет 18 лет. Окраска тела от коричневатого до оливково-зелёного цвета с рисунком из тёмных пятен, боковые стороны светлее чем спина, брюхо почти белого цвета. Хвостовой плавник закруглённый, немного гетероцеркальный. Спинной и анальный плавники содержат от 7 до 9 лучей. Рыло вытянутое, с большим числом зубов. Питается различными ракообразными и более мелкими рыбами. Редкий и примитивные признак — наличие ганноидной чешуи. Известны случаи удачного скрещивания с флоридской панцирной щукой (Lepisosteus platyrhincus). Обитает в чистых и тихих водах — низменных ручьях, озёрах, реках и старицах.

## Ареал
Пятнистая панцирная щука обитает только на территории Северной Америки. Ареал простирается от юга провинции Онтарио на севере и до штата Флорида на юге. Размер северных популяций невелик из-за загрязнения озёр и уничтожения густых зарослей водорослей. К югу рыба встречается чаще, заселяя реки Миссисипи и Апалачикола. Исторические свидетельства указывают на то, что ранее рыба обитала в Темсе и Сиденхэме в провинции Онтарио, а так же в Иллинойсе, Грин и болотах округа Юнион. Из-за загрязнения водоёмов и уничтожения естественных обитания эти популяции значительно сократились или даже полностью вымерли.

## Экология
Исследование питания пятнистой панцирной щуки показало, что основу рациона животного составляют рыбы (золотистый фундулюс и солнечники: синежаберный солнечник, Lepomis gulosus — 18,1 % от всего объёма пищи) и креветки (57,5 % от всего объёма пищи). Оставшиеся 23,6 % составляют различные беспозвоночные, личинки насекомых и водоросли. У взрослых особей нет естественных врагов, но икра, мальки и молодь могут быть съедены другими хищными рыбами. Пятнистая панцирная щука находится на вершине пищевой цепочки, являясь главным хищником внутри своего ареала. При этом, панцирник иногда конкурирует за пищу с другими крупными хищниками (например, с ильной рыбой).
Исследования посвящённые образу жизни пятнистых панцирных щук показали, что рыбы предпочитают находится в укрытиях из водной растительности или веток прибрежных растений, чем на открытых пространствах. Скорость передвижения летом выше, чем зимой и осенью, а так же выше ночью, чем днём. Температура так же влияет на поведение — пик активности наступает в летнее время, когда вода сильно прогрета. Пятнистые панцирные щуки съедают 70 % своей пищи в ночное время. Абиотические факторы влияющие на жизнь пятнистого панцирника включают в себя разрушение естественных мест обитания и загрязнение водоёмов. При наличии в водоёме тяжелых металлов, радиоактивных веществ и опасных органических соединений у данных рыб могут развиваться злокачественные опухоли.

## Размножение
Самцы достигают половой зрелости к двум-трём годам годам, самки к трём-четырём, причём последние крупнее первых и живут дольше. Женские особи также имеют меньшую годовую смертность. Нерест проходит на мелководье с большим количеством подводных и плавающих на поверхности растений. У самок может быть сразу несколько партнёров. Максимальное число отложенных икринок может превышать 20 000, среднее — 13 000. Икра откладывается на листья водных растений. Спустя 10-14 дней появляются мальки. Этот период жизни панцирника наиболее опасен, так как молодь часто съедается хищниками.

## Текущее положение вида
Люди пагубно воздействуют на пятнистых панцирников путём уничтожения водных растений, накопления донных отложений и загрязнения вод Северной Америки. Химические предприятия и заводы часто сливают отходы производства в воду, а это может приводить к гибели панцирных щук, кормовых рыб и икры. Так же в организме рыб накапливаются ртуть и канцерогены.
Пятнистая панцирная щука не находится в списке животных, находящихся под угрозой исчезновения в США, хотя в ряде северных штатов рыба входит в списки повышенного интереса. В Канаде рыба находится в числе угрожаемых видов и находится под защитой.

## Филогения
Кладограмма согласно филогенетическому анализу на основе молекулярных данных, проведённому Wright et al., 2012:
|  | Мексиканский панцирник                                                         |
|  |                                                                                |
|  | \| \| Кубинский панцирник \| \| \| \| \| \| Миссисипский панцирник \| \| \| \| |
|  |                                                                                |
|  | Кубинский панцирник                                                            |
|  |                                                                                |
|  | Миссисипский панцирник                                                         |
|  |                                                                                |

|  | Кубинский панцирник    |
|  |                        |
|  | Миссисипский панцирник |
|  |                        |

|  | Флоридский панцирник     |
|  |                          |
|  | Пятнистая панцирная щука |
|  |                          |

|  | Тупорылый панцирник   |
|  |                       |
|  | Длиннорылый панцирник |
|  |                       |

|  | Флоридский панцирник     |
|  |                          |
|  | Пятнистая панцирная щука |
|  |                          |

|  | Тупорылый панцирник   |
|  |                       |
|  | Длиннорылый панцирник |
|  |                       |

|  | Мексиканский панцирник                                                         |
|  |                                                                                |
|  | \| \| Кубинский панцирник \| \| \| \| \| \| Миссисипский панцирник \| \| \| \| |
|  |                                                                                |
|  | Кубинский панцирник                                                            |
|  |                                                                                |
|  | Миссисипский панцирник                                                         |
|  |                                                                                |

|  | Кубинский панцирник    |
|  |                        |
|  | Миссисипский панцирник |
|  |                        |

|  | Флоридский панцирник     |
|  |                          |
|  | Пятнистая панцирная щука |
|  |                          |

|  | Тупорылый панцирник   |
|  |                       |
|  | Длиннорылый панцирник |
|  |                       |

|  | Флоридский панцирник     |
|  |                          |
|  | Пятнистая панцирная щука |
|  |                          |

|  | Тупорылый панцирник   |
|  |                       |
|  | Длиннорылый панцирник |
|  |                       |